# Миклош Конт
Миклош (Николай) Конт из Ораховицы (венг. raholcai Kont Miklós, хорв. Nikola Kont Orahovički; ? — до 16 апреля 1367) — хорватско-венгерский магнат, воевода Трансильвании (1351—1356) и палатин Венгрии (1356—1367). Пользовался влиянием при дворе короля Венгрии Людовика Анжуйского. Родоначальник и основатель рода Уйлаки.

## Биография и карьера
Миклош (Николай) был потомком знатного рода, происходившего из района Дубицы в Нижней Славонии. Его отец Лёринц Тот (ум. 1349) занимал пост казначея и бана Славонии. У Миклоша было два брата, Берталан и Лёкёш, которые носили звание виночерпиев.
Миклош участвовал в военных кампаниях венгерского короля Людовика Анжуйского в Италии, где он получил прозвище «Конт» (по-итальянски: Конте — граф). Его отец Лёринц получил в наследственное владение ряд городов и замков, в том числе Ораховицу и замок Ружица.
В середине XIV века Миклош стал одним из ведущих магнатов при королевском дворе, получив новые титулы и владения. В 1343 году он стал рыцарем из Удвара, затем королевским кравчим (1345—1351), воеводой Трансильвании (1351—1356) и палатином (1356—1367). В то же время Миклош Конт был ишпаном в ряде округов в Хорватии и Венгрии (Шопрон, Вараждин, Ваш, Сольнок, Шарош и др.).
В своей военной карьере Миклош Конт проявил себя, особенно в некоторых боях в Италии. В 1347—1348 годах вместе с Яном Гараи он командовал отрядом, который захватил Аквилы. В 1350 году во время осады Аверсы Миклош Конт был назначен главнокомандующим венгерской армии после отстранения от должности Иштвана Ласкфи. Он командовал венгерской армией в кампании в Боснии (где правил будущий король Твртко I Котроманич) в 1363 году и Болгарии в 1365 году. Хотя формально Твртко Котроманич был вассалом короля Венгрии Людовика, последний начал военные действия из-за боснийских еретиков. Военная кампания в Боснии завершилась неудачно.
После угасания уйлакской линии рода Чак в 1364 году король Людовик I Великий пожаловал город Илок в Хорватии во владение Миклошу и его племяннику Ласло, сыну Лёкёша. В 1365 году Миклош Конт перенёс свою резиденцию из Ораховицы в Илок и вскоре после этого его потомки стали называть себя Уйлаки (Илокские).
Миклош Конт был женат на Кларе Жамбоки, дочери палатина Венгрии Миклоша Жамбоки. После смерти в 1367 году Миклоша Конта ему наследовали двое сыновей, Миклош II (ум. 1397) и Берталан II (ум. 1393). Его единственная дочь Екатерина стала женой королевского казначея, воеводы Трансильвании и королевского судьи Франка Сеченьи (ум. 1408).